# سوسة جبلية
سوسة جبلية (الاسم العلمي: Curculio monticola) هي نوع من الحشرات يتبع جنس السوسة الحقيقية من الفصيلة السوسية الحقيقية.